# Tiremenggal
Tiremenggal is een bestuurslaag in het regentschap Gresik van de provincie Oost-Java, Indonesië. Tiremenggal telt 1767 inwoners (volkstelling 2010).